# Франсоа Виет
Франсоа Виет (на френски: François Viète, по-известен като Franciscus Vieta) е френски математик, който е известен с алгебричните формули, носещи неговото име.

## Биография
Франсоа Виет е роден на 11 октомври 1540 година във Фонтен ле Конг, френската провинция Поату. По образование е юрист. От 19-годишен се занимава с адвокатска практика в родния си град. Преподавайки на дъщерята на един от своите клиенти, се увлякъл по астрономията и математиката. През 1579 година издал „Математически канон на геометрията“ в Париж. Виет бил съветник на кралете Анри III и Анри IV. От 1584 до 1589 година се посветил на изследвания в областта на математиката. Франсоа Виет умира през 1603 година.

## Научни приноси
Виет въвел буквените означения и създал символната алгебра. Виет измислил думата „коефициент“. Неговите съчинения по математика са били малко познати по време на неговия живот, тъй като ги е раздавал само на свои близки и познати. Те са били събрани от учителя по математика Шутен и издадени от Мерсен и Александър Андерсон през 1646 година. Към постиженията на Виет се отнасят:
- теорията на уравненията;
- изследване на измененията на трансцендентните функции;
- решаването на алгебрични уравнения;
- метод за приблизително решаване на алгебрични уравнения с числови коефициенти;
- представянето на числото „пи“ във формата на безкрайно произведение на квадратни корени.

В тези съчинения той преди всичко изяснява различието между двата метода на геометрията – синтетичен и аналитичен. Формулира аксиома, на която се основава равенството на пропорцията; описва измененията на различните величини /дължина, площ, обем/; излага основните правила на логиката.
Франсоа Виет разглежда различни въпроси от геометрията, които се свеждат до съставянето на различни видове уравнения. В своите съчинения той описва различни преобразования над уравнения от втора, трета и четвърта степен с цел намирането на решенията им. В едно от съчиненията си той развива геометричните построения и решава графично уравнения от втора и трета степен. Негов принос е и описанието за разделяне на ъгъла на три равни части и използване на синусите на кратните ъгли. Дава едно приблизително решение на задачата за квадратура на кръга и прави различни изследвания в сферичната тригонометрия. Създава таблици за стойностите на синуси, косинуси, тангенси и котангенси на ъгли, необходими на мореплавателите. Тези му знания обясняват факта, че е решил уравнение от 45-а степен, предложено на целия свят от Андриан Ван Роуен (1561 – 1615 г.), като е показал, че решението му се свежда до разделянето на ъгъл на 45 равни части. Така намира 23 положителни корена на това уравнение, а отрицателните ги отхвърля, тъй като ги е смятал за дяволски числа.

## За него
- Grisard, J. (1968) François Viète, mathématicien de la fin du seizième siècle: essai bio-bibliographique (Thèse de doctorat de 3ème cycle) École Pratique des Hautes Études, Centre de Recherche d'Histoire des Sciences et des Techniques, Paris. ((fr))
- Godard, Gaston. François Viète (1540 – 1603), Father of Modern Algebra. Université de Paris-VII, France, Recherches vendéennes. ISSN 1257-7979 ((fr))